# Kosmos (pel·lícula)
Kosmos és una pel·lícula dramàtica turco-búlgara escrita i dirigida per Reha Erdem, estrenada el 2010, amb Sermet Yeşil en el paper principal. La pel·lícula es va rodar a Kars.

## Argument
Un lladre és rebut en un petit poble fronterer aïllat per la neu i ara és considerat per la població com un taumaturg, després d'haver restaurat la vida d'un nen mig ofegat.

## Repartiment
- Sermet Yeşil : Kosmos
- Türkü Turan : Neptün
- Serkan Keskin : Kahveci
- Hakan Altuntas : Yahya
- Akin Anli : Ilhan
- Sencer Sagdiç : Tahir
- Korel Kubilay : Baldiz
- Cüneyt Yalaz : Yüzbasi
- Suat Oktay Senocak : 1. Koylu
- Asil Buyukozcelik : 2. Koylu
- Nadir Saribacak : 3. Köylü
- Murat Deniz : 4. Koylu
- Saygin Soysal : Imza Karsiti Genç

## Recepció
La pel·lícula, va guanyar quatre premis al 46è Festival Internacional de Cinema d'Antalya , inclosa la Taronja d'Or a la millor pel·lícula, que va compartir amb Bornova Bornova (2009) dirigida per İnan Temelkuran. La pel·lícula també va guanyar el Pressec d’Or al Festival Internacional de Cinema d'Erevan de 2010, Armènia, a la millor pel·lícula.